# 恶魔三人组
《恶魔三人组》（又译作）是一款由英灵殿游戏工作室开发的动作射击与砍杀游戏，Wii U完整版由任天堂发行，仅包括在线模式的Microsoft Windows版《恶魔三人组Online》则由英灵殿游戏工作室自行运营。本作是日本著名游戏制作人板垣伴信离开特库摩后的开发的第一款游戏，也是其创立的英灵殿游戏工作室开发的第一款游戏。
《恶魔三人组》的开发经历不可谓不曲折，本作最早由美国游戏发行商THQ负责发行和推广，在2009年正式公布，当时平台为PlayStation 3和Xbox 360；不过之后本作放出的消息并不太多，在THQ于2013年倒闭后，本作一度被传被流产的流言。2014年的E3游戏展上，任天堂宣布获得本作的发行权并将作为独占游戏在其Wii U平台上发售。

## 概况
《恶魔三人组》是一款包含了动作、近身砍杀和枪械射击的游戏。 玩家可以控制一名全身都是咒文纹身的大汉进行游戏。

## 开发历史
《恶魔三人组》是日本著名游戏制作人板垣伴信在离开特库摩（TECMO）后的开发的第一款游戏，也是其创立的英灵殿游戏工作室开发的第一款游戏。该工作室的主力员工很多都是原特库摩旗下游戏开发组TEAM NINJA的骨干核心成员，他们在组长板垣伴信离职后陆续跟随他离开特库摩并加入新成立的英灵殿游戏工作室。本游戏正式公布于2009年，而游戏形式依旧是板垣伴信招牌式的动作砍杀游戏，并加入了第三人称射击要素。
《恶魔三人组》公布伊始所对应的平台为主流的Xbox 360和PlayStation 3，这是板垣伴信首次为开发PlayStation 3平台开发游戏（此前的忍者龙剑传系列在PS3平台的作品为有“小弟”之称的早矢仕洋介负责的移植作品）。本作最早是将其发行权交由美国游戏公司THQ代理，并且游戏引擎也从原先自制引擎转换到了THQ旗下遗迹娱乐工作室的游戏引擎。虽然当时并没有任何消息公布本作会登录Wii U平台，不过板垣伴信曾表示游戏可以完美地运行在Wii U上。之后游戏的引擎又更改为了THQ旗下另一个工作室Vigil Games用在《暗黑血统II》上的游戏引擎。在这段蜜月期里，THQ出资帮助英灵殿扩充了工作室的规模，招募了更多的员工；而且THQ的高层也有前往日本拜访板垣伴信，相互交流。
不过在2012年THQ宣布破产以后，THQ将其发行权归还给了英灵殿工作室。后来有消息称板垣伴信与一家韩国的游戏公司合作，将本作变为一款PC平台游戏。而在此前和THQ合作期间与板垣伴信成为私交不错的朋友的前THQ卡发部门高级副总裁丹尼·比尔森（Danny Bilson）在THQ倒闭后继续在帮助英灵殿寻找新的游戏发行方。在2014年E3游戏展上，IGN独家公布了本作将交由日本著名游戏公司任天堂发行，而游戏平台也变为Wii U独占。而板垣伴信接受采访时表示本作不会因为是登陆任天堂的平台而削减游戏中的血腥暴力元素，90%的游戏概念是没有变更，余下的10%则有任天堂的参与。板垣伴信在采访中表示“任天堂是真正懂他的远见卓识的”，“所以我必须要跟他们合作”。

## 评价
《恶魔三人组》总体上获得了较差的业界评价。游戏在亚洲媒体中获得了两极分化的评价。中国大陆电子游戏杂志《游戏机实用技术》打出14分（满分30分）的低分，而日本著名游戏杂志《Fami通》给出了34分（满分40分）的评价。而在欧美媒体中普遍获得了恶评。美国著名游戏网站GameSpot仅给出了3分（满分10分）的评价。英国的《Edge》杂志也同样给出了1.5星（满分5星）的差评

## 登場人物

### 主角及美利堅合眾國相關人士
伊萬·泰利佛 (Ivan the Telivel)
配音 - 石塚運昇
本作主角，43歲。前SOD士兵，現為美國政府直屬反恐部隊。上半身全身刺滿梵字刺青。因某件事脫離SOD向美軍投降，平常在美國服役無期徒刑，不過靠著任務報酬獲得的物品在監獄底層過著優閒自在的生活，原本是被伊萬當成儲物櫃使用。設計概念為無耳芳一。
查爾斯·凱拉威 (Charles Caraway)
配音 - 玄田哲章
美國國防情報局長官。伊萬現在的上司，向伊萬委託此次任務。
史黛拉·梅納德 (Stela Maynard)
配音 - 田中敦子
空軍少校。負責用運輸直升機及無人攻擊機替伊萬等人進行後方支援。
鮑勃 (Bob)
配音 - 楠大典
陸軍上尉，隸屬於三角洲武力。身穿外骨骼式動力服，與伊萬一起參加任務並輔佐伊萬。

### SOD（School Of Democracy）
前蘇聯軍人艾薩克·熊野率領的恐怖組織。除了槍砲、裝甲車等現代武器裝備外還有繼承熊野流忍者，身穿忍者服手持忍者刀的士兵。甚至握有殺傷力超群的化學兵器，其戰力遠超過恐怖組織的規模。
此外，組織名稱直譯為「民主主義學校」，但實際上卻進行包含使用化學兵器等不擇手段的虐殺，這也是伊萬會與組織斷絕的關係。
C4 / 安娜塔西亞 (Anastasia)
配音 - 古川小百合
SOD頭目艾薩克·熊野的女兒，29歲，將伊萬培養成士兵的人。受前蘇聯開發的化學兵器影響，在最後與伊萬行動的16歲時期便停止身體成長。
C4是代號名稱，因擅長塑膠炸彈而得名。
大嘴巴 (Big Mouth)
配音 - 三宅健太
SOD幹部，51歳。身材魁梧，穿著白色皮製西裝。直屬士兵配備抵禦化學兵器的防護服及火焰噴射器。
葛倫多拉·沙赫 (Grewndola Shah)
配音 - 稻田徹
SOD幹部，印度出身的非裔移民，戴紅色扁帽，伊萬格鬥技的師傅。直屬士兵武器為廓爾喀刀，擅長近身戰。
無名氏 (Jane doe)
配音 - 鶴弘美
SOD幹部，大嘴巴的妻子，41歲，穿藝妓服裝。過去曾與伊萬有過一段戀情。直屬士兵武器為忍者刀，由SOD唆使的忍者末裔。
路德米拉·卡蕾妮娜 (Ludmila Karenina)
配音 - 淺野真澄
SOD幹部，不僅本人，連直屬士兵都穿著隱身服。
艾薩克·熊野 (Issac Kumano)
配音 - 小山剛志
紀州熊野流忍術及熊野流居合拔刀術高手，66歲，SOD頭目。在江戶時代末期的幕末動亂被國家放逐，流亡到當時俄羅斯帝國的熊野流忍者末裔。
前蘇聯時代隸屬於蘇聯軍，退役時最終階級為中將。